# Storia cinese (film)
Storia cinese (Satan Never Sleeps) è un film drammatico del 1962, l'ultimo diretto dal regista Leo McCarey. Ispirato al romanzo Satan Never Sleeps, della scrittrice americana Pearl S. Buck, McCarey torna ai temi religiosi, già presenti in La mia via (1944) e Le campane di Santa Maria (1945). È anche l'ultima interpretazione dell'attore Clifton Webb.

## Trama
Cina, 1949. Una remota missione cattolica in campagna viene occupata dalle truppe comuniste di Mao Zedong, appena dopo l'arrivo di padre O'Banion, incaricato di prendere il posto dell'anziano padre Bovard. Al vecchio prete, che era partito subito in jeep temendo proprio l'imminente arrivo dei soldati comunisti, viene impedito di andarsene e ricondotto all'avamposto missionario, impossibilitato oramai al ritorno in Occidente. Sotto la guida di Ho San, un ex chierichetto di Padre Bovard, cresciuto nella fede cattolica che ora ha rinnegato, i comunisti distruggono il dispensario della missione e profanano la cappella, trasformandola in sede delle riunioni del Partito Comunista. 
I due preti cattolici vengono costantemente angariati da Ho San, indottrinato ora alla violenza dell'ideologia comunista. Ai guai di padre O'Banion si aggiunge Siu Lan, una giovane e attraente cinese che presta servizio come cuoca, in verità totalmente incompetente, pur di rimanere nella missione accanto al prete, verso il quale da tempo non nasconde di provare amore, dopo averlo seguito fin lì.
Successivamente, il colonnello cinese Ho San sottopone entrambi a pressioni molto dure. Una sera, dopo la riunione, Ho San intravede Siu Lan andare in camera sua, la segue e vuole possederla. Le urla della ragazza richiamano padre O'Banion, che interviene per cercare di salvarla ma viene bloccato da Ho San, che ordina ai suoi soldati di legare il prete a una sedia e violenta Siu Lan. Mentre l'uomo si riveste, la donna lo colpisce alla schiena con un coltello, ferendolo. Il prete tiene nascosta la cosa a padre Bovard, per non turbarlo. La ferita di Ho San si infetta e l'uomo sta male. Per recuperare una medicina necessaria, Padre O'Banion si offre di reperirla in un altro villaggio: utilizza la jeep e vi conduce anche Siu Lan di nascosto, per far fuggire la donna in un'altra provincia. Ma Siu Lan, rimasta incinta, tornerà alla missione dopo essere stata ripudiata e scacciata dalla propria famiglia, che reputa un disonore il suo stato. Più tardi, quando la donna dà alla luce un figlio, Ho San mostra orgoglio paterno ma rifiuta di smettere di perseguitare i preti.
Un nuovo caporione comunista, giunto da fuori, fa torturare i preti affinché abiurino in piazza davanti al popolo. Padre Bovard, sfinito dal trattamento, accetta infine di arrendersi. Ma in piazza, invece del discorso di menzogne che i comunisti avrebbero voluto sentire dai due, per esporli al disprezzo del popolo, egli rivela la coercizione a cui sono stati sottoposti, provocando la collera del popolo, che insorge. Solo dopo che gli abitanti del villaggio si ribellano e i suoi superiori ordinano l'uccisione di tutti i cristiani, compresi i suoi devoti genitori cristiani, trucidati per aver portato a emblema il crocefisso, Ho San si convince che il comunismo non risolverà mai i problemi della Cina. Egli, pentitosi della propria condotta, fa uscire di nascosto Siu Lan, suo figlio e i due preti dal complesso dove sono stati incarcerati, ma il loro viaggio viene interrotto a poche miglia dalla libertà da un elicottero inviato per impedire la defezione di Ho San. Prima che possa essere trattenuto, padre Bovard indossa il berretto e il cappotto militari di Ho San e se ne va con l'auto del colonnello. Muore sotto una raffica di proiettili sparati dall'elicottero, che lo scambiano per Ho San. Ma il suo sacrificio permette agli altri di scappare frattanto oltre il confine e mettersi in salvo. Più tardi, in una Chiesa a Hong Kong (allora ancora colonia inglese), padre O'Banion officia il matrimonio di Siu Lan e Ho San e battezza il loro bambino, che la donna ha scelto di chiamare come il prete.